# 安索尼亚 (康涅狄格州)
安索尼亞（英語：Ansonia）是美國康乃狄克州紐黑文縣的一個城市，位於諾格塔克河畔。面積16.0平方公里。根據美國2000年人口普查，人口18,554人。
1652年建立，1889年建鎮。1893年設市。